# Culex richeti
Culex richeti é um espécie de mosquito do Género Culex, pertencente à família Culicidae.